# Kosiak
Kosiak (tyska: Geißberg) är ett berg i Österrike. Det ligger i distriktet Klagenfurt-Land och förbundslandet Kärnten, i den sydöstra delen av landet, 260 km sydväst om huvudstaden Wien. Toppen på Kosiak är 1 991 meter över havet, eller 301 meter över den omgivande terrängen. Bredden vid basen är 2,2 km. Kosiak ingår i Karawankerna.
Terrängen runt Kosiak är bergig åt sydväst, men åt nordost är den kuperad. Närmaste större samhälle är Ferlach, 12,3 km nordost om Kosiak. 
I omgivningarna runt Kosiak växer i huvudsak blandskog. Runt Kosiak är det ganska glesbefolkat, med 42 invånare per kvadratkilometer.